# غلورود (كوه بنج)
غلورود (بالفارسية: گلورود) هي قرية تقع في إيران في البلدة المركزية. يقدر عدد سكانها بـ 63 نسمة .